# تومي توتر
تومي تُوتُر (بالإنجليزية: Tomy Tutor)‏، هي جهاز حاسوب منزلي ياباني، تم تطويرها من شركتي تومي وماتسوشيتا، تم إصدار جهاز تومي تُوتُر في الأسواق سنة 1982، وكان سعرها في ذلك الوقت 59,000 ين ياباني، وأعلنت توقف صناعة الجهاز سنة 1985.